# Helge Cramer
Helge Cramer (* 1946) ist ein deutscher Journalist und Dokumentarfilmer.

## Leben und Wirken
Nach einem Zeitungsvolontariat in Soest war Cramer sieben Jahre Redakteur der Nürnberger Abendzeitung; daneben schrieb er als freier Autor für Zeitschriften wie Christ und Welt und Die Zeit. 1975 wurde er Mitarbeiter des Fernsehens des Bayerischen Rundfunks. Ab 1976 lieferte er als freier Fernsehautor Magazinbeiträge für die ARD-Regionalprogramme wie artour und ZAK, für den Kulturreport, Monitor, Report München, die Tagesthemen und andere.
Im Laufe der Jahre drehte er an die 100 Dokumentationen, Reportagen und Features, dazu Lehrfilme für das Institut für Film und Bild in Wissenschaft und Unterricht. Mit seiner helge cramer filmproduktion realisierte er von der Konzeption bis zum Sendeband Features und lange Dokumentationen u. a. für Formate wie Unter deutschen Dächern, Bilderbuch Deutschland und Die Story im Ersten. Zu den zahlreichen Preisen, die er erhielt, zählen u. a. drei Nominierungen für den Grimme-Preis (1976, 2007 und 2012), der Sonderpreis beim Kurzfilmfestival Krakau, vier Erste Preise für die beste Dokumentation bei Independent Film Festivals, der Umweltmedienpreis der Deutschen Umwelthilfe, der Denkmalschutzpreis des Deutschen Nationalkomitees für Denkmalschutz und der Ernst-Schneider-Preis (1992).
2012 wurde ihm vom Bündnis für Dachau der Hermann-Ehrlich-Preis verliehen. Mit diesem werden vom Bündnis für Dachau Personen oder Gruppen ausgezeichnet, die aufrecht demokratisches Verhalten beweisen, selbst wenn sie dafür persönliche Nachteile in Kauf nehmen müssen.

## Filmographie
Quelle: IMDB
 Regie:
- 1983: Ende der Freiheit, Dokumentation über die Massenverhaftung von Nürnberg am 5. März 1981 im Kulturzentrum KOMM
- 1985: Leiko Ikemura, Kurzfilm
- 1986: WAA Wackersdorf,[5] Dokumentation
- 1986: WAAhnsinn – Der Wackersdorf-Film, Dokumentation (auch Drehbuch)
- 1987: WAAhnrock, Dokumentation
- 1986: Teresa Dietrich, Kurzfilm
- 1987: Sam Szembek, Kurzfilm
- 1988: Bonnland, Kurzfilm (auch Drehbuch)
- 1992: Lausitzer Kohle, Kurzfilm
- 1992: Kein Denkmal für Deserteure, Kurzfilm
- 1993: Der Harz, Kurzfilm
- 1997: Friedrich I. Barbarossa, Kurzfilm
- 1998: Friedrich II: von Hohenstaufen, Kurzfilm
- 1999: Millennium, Kurzfilm
- 1999: Die Flößer von Muldenberg, Kurzfilm
- Bilderbuch Deutschland, fünf Episoden:
  - 2001: Das Thüringer Holzland
  - 2002: Dübener Heide
  - 2003: Leipziger Neuseenland
  - 2004: Zwischen Meißen und Wittenberg
  - 2005: Die Reußische Fürstenstraße – Gera, Greiz und Umgebung
- Die Story im Ersten, 1 Episode:
  - 2006: Satan lebt – Die Rückkehr des Exorzismus (auch Drehbuch)
- 2011: Teufels Werk und Gottes Beitrag, Dokumentation

Produktion:
- 1983: Ende der Freiheit, Dokumentation
- 1985: Leiko Ikemura, Kurzfilm
- 1986: Teresa Dietrich, Kurzfilm
- 1987: Sam Szembek, Kurzfilm
- 1992: Kein Denkmal für Deserteure, Kurzfilm
- 1997: Friedrich I. Barbarossa, Kurzfilm
- 1998: Friedrich II. von Hohenstaufen, Kurzfilm
- 1999: Millennium, Kurzfilm
- 1999: Die Flößer von Muldenberg, Kurzfilm
- 2002: Rätselhafte Geschichten – Die Dunkelgräfin von Hildburghausen. MDR-Reihe: Hierzulande, Dokumentarfilm[6]
- 2005: Die Amateure und der General, Dokumentation (auch Drehbuch)
- 2011: Teufels Werk und Gottes Beitrag, Dokumentation

## Weblink
- helge cramer filmproduktion